# Copa de Angola
La Copa de Angola (en portugués: Taça de Angola) es una competición futbolística por eliminatorias de Angola, se disputa desde 1982 y es organizada por la Federação Angolana de Futebol.
La competición se estableció en 1980, y en sus dos primeras ediciones, su formato consistió en equipos formados por los mejores jugadores de cada provincia, la llamada "selecção provincial". A partir de la temporada de 1982, la competición adoptó oficialmente el formato de clubes actual.
El formato de club se estableció en 1982 después de una competición de copa no oficial ganada por Nacional de Benguela en 1980 y por Desportivo TAAG en 1981.
El equipo más ganador de la Copa de Angola es el Petro Atlético de Luanda, quien ha ganado la copa quince veces.
El equipo campeón clasifica a la Copa Confederación de la CAF, y disputa la Supercopa de Angola contra el campeón de la Primera División de Angola.

## Campeones

### Competiciones de copa no oficiales
- 1980 – Nacional de Benguela
- 1981 – Desportivo TAAG (ahora Atlético Sport Aviação)

### Competiciones oficiales de copa
| Temporada | Campeón                               | Resultado                             | Finalista                             | Sede de la final                      |
| --------- | ------------------------------------- | ------------------------------------- | ------------------------------------- | ------------------------------------- |
| 1982      | Primeiro de Maio                      | 2–0                                   | Petro do Huambo                       | Estádio dos Coqueiros, Luanda         |
| 1983      | Primeiro de Maio                      | 9–1                                   | 11 de Novembro do KK                  | Estádio dos Coqueiros, Luanda         |
| 1984      | Primeiro de Agosto                    | 2–0                                   | Desportivo Benguela                   | Estádio dos Coqueiros, Luanda         |
| 1985      | Ferroviário da Huíla                  | 2–0                                   | Interclube de Luanda                  | Estádio dos Coqueiros, Luanda         |
| 1986      | Interclube de Luanda                  | 1–0                                   | Primeiro de Maio                      | Estádio dos Coqueiros, Luanda         |
| 1987      | Petro Atlético de Luanda              | 4–1                                   | Ferroviário da Huíla                  | Estádio da Cidadela, Luanda           |
| 1988      | Sagrada Esperança                     | 2–0                                   | SC Cabinda                            | Estádio dos Coqueiros, Luanda         |
| 1989      | Ferroviário da Huíla                  | 2–1                                   | Interclube de Luanda                  | Estádio da Cidadela, Luanda           |
| 1990      | Primeiro de Agosto                    | 1–0                                   | Petro Atlético de Luanda              | Estádio da Cidadela, Luanda           |
| 1991      | Primeiro de Agosto                    | 2–1                                   | Petro Atlético de Luanda              | Estádio da Cidadela, Luanda           |
| 1992      | Petro Atlético de Luanda              | 3–2                                   | Primeiro de Agosto                    | Estádio da Cidadela, Luanda           |
| 1993      | Petro Atlético de Luanda              | 2–1                                   | AS Aviação                            | Estádio da Cidadela, Luanda           |
| 1994      | Petro Atlético de Luanda              | 2–1                                   | Independente Tômbwa                   | Estádio da Cidadela, Luanda           |
| 1995      | AS Aviação                            | 3–1                                   | Independente Tômbwa                   | Estádio da Cidadela, Luanda           |
| 1996      | Progresso do Sambizanga               | 1–0                                   | Primeiro de Maio                      | Estádio da Cidadela, Luanda           |
| 1997      | Petro Atlético de Luanda              | 2–1                                   | Primeiro de Agosto                    | Estádio da Cidadela, Luanda           |
| 1998      | Petro Atlético de Luanda              | 4–1                                   | Primeiro de Agosto                    | Estádio da Cidadela, Luanda           |
| 1999      | Sagrada Esperança                     | 1–0                                   | AS Aviação                            | Estádio da Cidadela, Luanda           |
| 2000      | Petro Atlético de Luanda              | 1–0                                   | Interclube                            | Estádio da Cidadela, Luanda           |
| 2001      | Atlético Namibe                       | 3–2                                   | SC Cabinda                            | Estádio da Cidadela, Luanda           |
| 2002      | Petro Atlético de Luanda              | 3–0                                   | Desportivo da Huíla                   | Estádio da Cidadela, Luanda           |
| 2003      | Interclube de Luanda                  | 1–0                                   | Sagrada Esperança                     | Estádio da Cidadela, Luanda           |
| 2004      | Atlético Namibe                       | 2–0                                   | Primeiro de Agosto                    | Estádio da Cidadela, Luanda           |
| 2005      | AS Aviação                            | 1–0                                   | Interclube de Luanda                  | Estádio da Cidadela, Luanda           |
| 2006      | Primeiro de Agosto                    | 1–1 (4-3 pen.)                        | Benfica de Luanda                     | Estádio da Cidadela, Luanda           |
| 2007      | Primeiro de Maio                      | 2–1                                   | Benfica de Luanda                     | Estádio da Cidadela, Luanda           |
| 2008      | Santos FC de Angola                   | 1–0                                   | Recreativo do Libolo                  | Estádio dos Coqueiros, Luanda         |
| 2009      | Primeiro de Agosto                    | 2-1                                   | Sagrada Esperança                     | Estádio da Cidadela, Luanda           |
| 2010      | AS Aviação                            | 0–0 (4-3 pen.)                        | Interclube de Luanda                  | Estádio da Cidadela, Luanda           |
| 2011      | Interclube de Luanda                  | 1–1 (4-2 pen.)                        | Primeiro de Agosto                    | Estadio 11 de Noviembre, Luanda       |
| 2012      | Petro Atlético de Luanda              | 2–0                                   | Recreativo da Caála                   | Estadio 11 de Noviembre, Luanda       |
| 2013      | Petro Atlético de Luanda              | 1–0                                   | Desportivo da Huíla                   | Estadio 11 de Noviembre, Luanda       |
| 2014      | Benfica de Luanda                     | 1–0                                   | Petro Atlético de Luanda              | Estadio 11 de Noviembre, Luanda       |
| 2015      | Bravos do Maquis                      | 1–0                                   | Sagrada Esperança                     | Estádio dos Coqueiros, Luanda         |
| 2016      | Recreativo do Libolo                  | 2–1                                   | Progresso do Sambizanga               | Estadio 11 de Noviembre, Luanda       |
| 2017      | Petro Atlético de Luanda              | 2–1                                   | Primeiro de Agosto                    | Estadio 11 de Noviembre, Luanda       |
| 2018      | Cancelada                             | Cancelada                             | Cancelada                             | Cancelada                             |
| 2019      | Primeiro de Agosto                    | 2–1                                   | Desportivo da Huíla                   | Estadio 11 de Noviembre, Luanda       |
| 2020      | Cancelada por la Pandemia de COVID-19 | Cancelada por la Pandemia de COVID-19 | Cancelada por la Pandemia de COVID-19 | Cancelada por la Pandemia de COVID-19 |
| 2021      | Petro Atlético de Luanda              | 2–0                                   | Interclube de Luanda                  | Estadio 11 de Noviembre, Luanda       |
| 2022      | Petro Atlético de Luanda              | 1–0                                   | Desportivo da Huíla                   | Estadio da Tundavala, Lubango         |
| 2023      | Petro Atlético de Luanda              | 3–0                                   | Académica do Lobito                   | Estadio da Tundavala, Lubango         |
| 2024      | Petro Atlético de Luanda              | 2–0                                   | Bravos do Maquis                      | Estádio das Mangueiras, Saurimo       |
| 2025      | Kabuscorp SC                          | 1–0                                   | Primeiro de Agosto                    | Estadio 11 de Noviembre, Luanda       |

## Títulos por club
| Club                     | Campeón | 2° | Años campeón                                                                             |
| ------------------------ | ------- | -- | ---------------------------------------------------------------------------------------- |
| Petro Atlético de Luanda | 15      | 3  | 1987, 1992, 1993, 1994, 1997, 1998, 2000, 2002, 2012, 2013, 2017, 2021, 2022, 2023, 2024 |
| Primeiro de Agosto       | 6       | 7  | 1984, 1990, 1991, 2006, 2009, 2019                                                       |
| Interclube de Luanda     | 3       | 6  | 1986, 2003, 2011                                                                         |
| Primeiro de Maio         | 3       | 2  | 1982, 1983, 2007                                                                         |
| AS Aviação               | 3       | 2  | 1995, 2005, 2010                                                                         |
| Sagrada Esperança        | 2       | 3  | 1988, 1999                                                                               |
| Ferroviário da Huíla     | 2       | 1  | 1985, 1989                                                                               |
| Sonangol do Namibe       | 2       | –  | 2001, 2004                                                                               |
| Benfica de Luanda        | 1       | 2  | 2014                                                                                     |
| Recreativo do Libolo     | 1       | 1  | 2016                                                                                     |
| Bravos do Maquis         | 1       | 1  | 2015                                                                                     |
| Progresso do Sambizanga  | 1       | –  | 1996                                                                                     |
| Santos FC                | 1       | –  | 2008                                                                                     |
| Kabuscorp SC             | 1       | –  | 2025                                                                                     |
| Desportivo da Huíla      | –       | 4  | -----                                                                                    |
| Independente Tômbwa      | –       | 2  | -----                                                                                    |
| SC Cabinda               | –       | 2  | -----                                                                                    |
| Recreativo da Caála      | –       | 1  | -----                                                                                    |
| Desportivo Benguela      | –       | 1  | -----                                                                                    |
| Petro do Huambo          | –       | 1  | -----                                                                                    |
| 11 de Novembro do KK     | –       | 1  | -----                                                                                    |
| Académica do Lobito      | –       | 1  | -----                                                                                    |